# 林讷旺站
林讷旺站（丹麥語：Lindevang Station）是哥本哈根地铁的一个车站，位于丹麦首都大区腓特烈斯贝市镇。现有哥本哈根地铁1号线和哥本哈根地铁2号线停靠。上跨達爾加斯大道。属于第2收费区。

## 历史
本站于1986年12月13日启用，启用至2000年1月1日曾为哥本哈根市郊铁路车站。后改为哥本哈根地铁站，改建工程于2003年10月12日竣工。

## 外部連結
- 哥本哈根地铁官网对本站的介绍（丹麦语）